# وین بایندر
WinBinder ضمیمه برای پی‌اچ‌پی است که به کاربران اجازه می‌دهد با توابع سطح پایین ویندوز کار کنند. برای مثال از یک فایل DLL استفاده کنند .
البته این برنامه یک رابط گرافیکی نیر به شمار می‌رود و به عبارتی این برنامه رابطی بین PHP و Windows API است .